# Great Bend (Kansas)
Great Bend ist eine Stadt im US-Bundesstaat Kansas und der Verwaltungssitz des Barton County. Die Stadt hatte bei der Volkszählung 2020 des US Census Bureau 14.733 Einwohner.  Sie ist nach ihrer Lage an dem Punkt benannt, an dem der Lauf des Arkansas River nach Osten und dann nach Südosten abbiegt (Bend).

## Geografie
Die Stadt liegt in der Great Bend Sand Prairie Region der Great Plains und befindet sich auf der Nordseite des Arkansas River, wo sich der Flusslauf von Nordosten nach Südosten verlagert. Dry Walnut Creek, ein Nebenfluss des nahe gelegenen Walnut Creek, fließt östlich am nördlichen Rand der Stadt entlang. Cheyenne Bottoms, ein großes Feuchtgebiet im Landesinneren, befindet sich etwa 6 Meilen (9,7 km) nordöstlich.

## Geschichte
Vor der Besiedlung durch die europäischstämmigen  Amerikaner lag Great Bend im Norden des Kiowa-Territoriums. Zunächst von Frankreich als Teil von Louisiana beansprucht und später von den Vereinigten Staaten mit dem Louisiana Purchase im Jahr 1803 erworben, lag es in dem Gebiet, das die USA 1854 als Kansas-Territorium organisierten Kansas wurde 1861 zum Bundesstaat, und die Regierung des Bundesstaates grenzte das umliegende Gebiet 1867 als Barton County ab.
Die ersten Siedler der Gegend kamen 1870 an. Sie lebten in Grassodenhäusern und Einbäumen und arbeiteten als Büffeljäger, da das Zertrampeln der Bisonherden den Ackerbau unmöglich machte. 1871 gründete die Great Bend Town Company in Erwartung des Baus der Atchison, Topeka and Santa Fe Railroad in Richtung Westen Great Bend an einem Ort etwa drei Meilen westlich von Fort Zarah am Santa Fe Trail. Sie benannten die Siedlung nach ihrer Lage an der „großen Biegung“ des Arkansas River, wo der Flusslauf nach Osten abbiegt. Die Stadt begann zu wachsen, als im Laufe des folgenden Jahres weitere Siedler eintrafen und mehrere Geschäfte eröffneten.
Die Eisenbahn erreichte Great Bend im Juli 1872, und eine Wahl etwa zur gleichen Zeit erklärte die Stadt zum permanenten Sitz des County. Great Bend wurde bald darauf als Stadt gegründet. Das Bezirksgericht und die erste öffentliche Schule der Stadt wurden im folgenden Jahr gebaut.
Im Jahr 1873, nach der Ankunft der Eisenbahn, wurde Great Bend zu einem Verschiffungspunkt für Rinder. Dies belebte das lokale Geschäft, verwandelte die Stadt aber auch in eine typische, gewalttätige Wildweststadt. Im Jahr 1876 verlängerte die Kansas Legislature die gesetzliche „tote Linie“, die die Anwesenheit von Texas-Rindern 30 Meilen (ca. 48 km) westlich von Barton County beschränkte. Der Viehhandel verlagerte sich dementsprechend nach Westen, und die Stadt wurde friedlicher.
In den folgenden Jahrzehnten wuchs Great Bend weiter und modernisierte sich zu einem Zentrum des Handels in der Region. Und das trotz zweier Katastrophen, die die Stadt heimsuchten: ein Brand in der Innenstadt im Jahr 1878 und ein Pockenausbruch im Jahr 1882. 1886 begannen lokale Spekulanten, die Suche nach Erdöl in der Gegend zu finanzieren. Bis 1930 brachte die Öl- und Gasindustrie jährlich mehr als 20 Millionen Dollar für das County ein. Mehr als 3000 Bohrungen produzierten in den 1930er Jahren und der Zustrom von Arbeitern ließ die Einwohnerzahl der Stadt dramatisch ansteigen.
Die U.S. Army Air Forces eröffneten 1943 das Great Bend Army Airfield westlich der Stadt. Der Stützpunkt diente während des Zweiten Weltkriegs als Ausbildungsstätte für das Personal von B-29-Bomberflugzeugen. Nach dem Krieg erwarb die Stadt Great Bend den Stützpunkt und nutzte ihn für zivile Zwecke als Great Bend Municipal Airport.
Die Stadt wuchs in den 1950er Jahren weiter und erreichte 1960 mit fast 17.000 Einwohnern ihren Höchststand. Im Jahr 1973 verlegte die Fuller Brush Company ihre Produktionsanlagen nach Great Bend und wurde zu einem der größten Arbeitgeber der Stadt. Trotz eines leichten Bevölkerungsrückgangs in den letzten Jahrzehnten dient Great Bend weiterhin als Handelszentrum für Zentral-Kansas.

## Demografie
Nach der Schätzung von 2019 leben in Great Bend 14.974 Menschen. Die Bevölkerung teilte sich im selben Jahr auf in 92,9 % Weiße, 1,2 % Afroamerikaner, 1,3 % amerikanische Ureinwohner, 0,2 % Asiaten, 0,4 % Ozeanier und 2,3 % mit zwei oder mehr Ethnizitäten. Hispanics oder Latinos aller Ethnien machten 22,3 % der Bevölkerung aus. Das mittlere Haushaltseinkommen lag bei 47.574 US-Dollar und die Armutsquote bei 19,4 %.
| Jahr | Einwohner¹ |
| ---- | ---------- |
| 1900 | 2.470      |
| 1950 | 12.665     |
| 1960 | 16.670     |
| 1970 | 16.133     |
| 1980 | 16.608     |
| 1990 | 15.427     |
| 2000 | 15.345     |
| 2010 | 15.995     |
| 2020 | 14.733     |

¹ 1900 – 2020: Volkszählungsergebnisse